# Mistrzostwa Świata w Hokeju na Lodzie 2015 (III Dywizja)
Mistrzostwa Świata w Hokeju na Lodzie III Dywizji 2015 zostały rozegrane w dniach 3 - 12 kwietnia w Izmirze. Był to czternasty turniej trzeciej dywizji w historii tych mistrzostw.
W mistrzostwach Dywizji III uczestniczyło 7 zespołów. Reprezentacje grały systemem każdy z każdym. Reprezentacja Korei Północnej zwyciężyła w turnieju i awansowała do mistrzostw świata Dywizji II Grupy B.
Hala, w której odbyły się zawody:
- Bornova Ice Sports Hall (Izmir)

Wyniki
| 3 kwietnia 2015 | Korea Północna | 13:0 | Bośnia i Hercegowina | Bornova Ice Sports Hall, Izmir |

| Szczegóły      | Szczegóły | Szczegóły       | Szczegóły  | Szczegóły                                                                                  |
| -------------- | --- | --------------- | ---------- | ------------------------------------------------------------------------------------------ |
| Godzina: 13:00 | Kim S. (EQ) 04:26 Ri Ch. (EQ) 11:18 Kim K. (EQ) 11:56 Kim N. (EQ) 20:59 Hong Ch. (EQ) 28:35 Kim Ch. (SH) 32:48 Kang I. (EQ) 41:37 Kim S. (EQ) 43:16 Kim H. (EQ) 44:38 Kim N. (SH) 47:27 An Ch. (EQ) 49:27 Pak S. (EQ) 50:30 Kim H. (EQ) 57:52 | (3:0, 3:0, 7:0) |            | Widzów: 55 Sędzia główny: Geoffrey Barcelo Sędziowie liniowi: Murat Aygün Anton Gładczenko |
| Godzina: 13:00 | 6 min. kar |                 | 4 min. kar | Widzów: 55 Sędzia główny: Geoffrey Barcelo Sędziowie liniowi: Murat Aygün Anton Gładczenko |

| 3 kwietnia 2015 | Luksemburg | 15:3 | Gruzja | Bornova Ice Sports Hall, Izmir |

| Szczegóły      | Szczegóły | Szczegóły       | Szczegóły                                                            | Szczegóły                                                                               |
| -------------- | --- | --------------- | -------------------------------------------------------------------- | --------------------------------------------------------------------------------------- |
| Godzina: 16:30 | B. Welter (EQ) 14:00 B. Houdremont (EQ) 14:17 P. Schon (EQ) 16:10 T. Beran (EQ) 22:19 B. Welter (EQ) 25:15 C. Cannon (PP) 33:56 O. Biver (EQ) 42:09 B. Welter (EQ) 43:00 M. Eriksson (EQ) 50:24 C. Cannon (EQ) 51:36 B. Welter (EQ) 52:55 T. Beran (EQ) 56:57 C. Cannon (EQ) 57:34 E. Wambach (EQ) 57:51 E. Wambach (EQ) 58:30 | (3:2, 3:1, 9:0) | 10:03 (EQ) V. Dumbadze 17:52 (EQ) D. Smetanin 25:02 (EQ) V. Dumbadze | Widzów: 67 Sędzia główny: Gergely Kincses Sędziowie liniowi: Grega Markizeti Gil Tichon |
| Godzina: 16:30 | 2 min. kar |                 | 6 min. kar                                                           | Widzów: 67 Sędzia główny: Gergely Kincses Sędziowie liniowi: Grega Markizeti Gil Tichon |

| 3 kwietnia 2015 | Hongkong | 8:3 | Zjednoczone Emiraty Arabskie | Bornova Ice Sports Hall, Izmir |

| Szczegóły      | Szczegóły | Szczegóły       | Szczegóły                                                                    | Szczegóły                                                                        |
| -------------- | --- | --------------- | ---------------------------------------------------------------------------- | -------------------------------------------------------------------------------- |
| Godzina: 20:00 | Ch. Cheng (EQ) 07:42 S. Kan (EQ) 28:19 A. Sham (SH) 34:42 A. Sham (SH) 42:25 Ch. Lau (EQ) 44:18 A. Sham (PP) 50:29 J. Ho (SH) 51:54 L. Lo (EQ) 55:12 | (1:0, 2:2, 5:1) | 23:24 (EQ) S. Al-Nuaimi 26:30 (PP) A. Al-Mazrouei 56:40 (PP2) A. Al-Mazrouei | Widzów: 73 Sędzia główny: Feng Lei Sędziowie liniowi: Cemal Kaya Mihai Trandafir |
| Godzina: 20:00 | 20 min. kar |                 | 10 min. kar                                                                  | Widzów: 73 Sędzia główny: Feng Lei Sędziowie liniowi: Cemal Kaya Mihai Trandafir |

| 4 kwietnia 2015 | Gruzja | 4:12 | Korea Północna | Bornova Ice Sports Hall, Izmir |

| Szczegóły      | Szczegóły                                                                                    | Szczegóły       | Szczegóły | Szczegóły                                                                                |
| -------------- | -------------------------------------------------------------------------------------------- | --------------- | --- | ---------------------------------------------------------------------------------------- |
| Godzina: 13:00 | V. Dumbadze (EQ) 06:10 D. Smetanin (EQ) 28:19 A. Geperidze (PP) 22:15 D. Smetanin (EQ) 53:38 | (2:3, 1:5, 1:4) | 12:04 (EQ) Hong Ch. 12:23 (EQ) Kang I. 18:47 (PP) Ju S. 20:43 (EQ) Kim H. 27:40 (EQ) An Ch. 35:39 (PP) Hong Ch. 37:52 (SH) Kim S. 38:52 (EQ) Kang I. 49:02 (PP2) Kim Ch. 49:34 (PP) Kang I. 58:06 (EQ) Ju S. 59:13 (EQ) Kim N. | Widzów: 93 Sędzia główny: Gergely Kincses Sędziowie liniowi: Anton Gładczenko Cemal Kaya |
| Godzina: 13:00 | 26 min. kar                                                                                  |                 | 12 min. kar | Widzów: 93 Sędzia główny: Gergely Kincses Sędziowie liniowi: Anton Gładczenko Cemal Kaya |

| 4 kwietnia 2015 | Zjednoczone Emiraty Arabskie | 2:7 | Luksemburg | Bornova Ice Sports Hall, Izmir |

| Szczegóły      | Szczegóły                                         | Szczegóły       | Szczegóły | Szczegóły                                                                                    |
| -------------- | ------------------------------------------------- | --------------- | --- | -------------------------------------------------------------------------------------------- |
| Godzina: 16:30 | O. Al-Shamisi (EQ) 10:18 F. Al-Blooshi (EQ) 45:10 | (1:2, 0:2, 1:3) | 01:31 (EQ) C. Cannon 08:47 (SH) B. Welter 26:54 (EQ) B. Welter 33:28 (EQ) T. Beran 48:10 (EQ) C. Cannon 51:34 (EQ) R. Beran 55:59 (SH) R. Beran | Widzów: 115 Sędzia główny: Geoffrey Barcelo Sędziowie liniowi: Murat Aygün Władimir Jefremow |
| Godzina: 16:30 | 10 min. kar                                       |                 | 12 min. kar | Widzów: 115 Sędzia główny: Geoffrey Barcelo Sędziowie liniowi: Murat Aygün Władimir Jefremow |

| 4 kwietnia 2015 | Turcja | 11:0 | Bośnia i Hercegowina | Bornova Ice Sports Hall, Izmir |

| Szczegóły      | Szczegóły | Szczegóły       | Szczegóły   | Szczegóły                                                                                  |
| -------------- | --- | --------------- | ----------- | ------------------------------------------------------------------------------------------ |
| Godzina: 20:00 | A. Koçoğlu (EQ) 04:41 Y. Halil (EQ) 05:00 G. Öztürk (PP) 06:36 S. Gümüş (EQ) 25:23 S. Semiz (EQ) 29:24 E. Coşkun (EQ) 35:57 A. Koçoğlu (EQ) 38:54 A. Koçoğlu (PP) 45:40 E. Coşkun (EQ) 46:01 A. Koçoğlu (EQ) 49:43 E. Özmen (EQ) 54:55 | (3:0, 4:0, 4:0) |             | Widzów: 1583 Sędzia główny: Siergiej Sobolew Sędziowie liniowi: Grega Markizeti Gil Tichon |
| Godzina: 20:00 | 28 min. kar |                 | 10 min. kar | Widzów: 1583 Sędzia główny: Siergiej Sobolew Sędziowie liniowi: Grega Markizeti Gil Tichon |

| 6 kwietnia 2015 | Hongkong | 8:0 | Bośnia i Hercegowina | Bornova Ice Sports Hall, Izmir |

| Szczegóły      | Szczegóły | Szczegóły       | Szczegóły   | Szczegóły                                                                               |
| -------------- | --- | --------------- | ----------- | --------------------------------------------------------------------------------------- |
| Godzina: 13:00 | A. Sham (PP) 03:39 A. Sham (EQ) 11:23 Ch. Cheng (PP) 16:12 H. To (EQ) 17:42 H. Choi (PP) 19:35 H. To (EQ) 25:48 Ch. Cheng (PP) 29:54 L. Lo (EQ) 41:53 | (5:0, 2:0, 1:0) |             | Widzów: 85 Sędzia główny: Gergely Kincses Sędziowie liniowi: Gil Tichon Mihai Trandafir |
| Godzina: 13:00 | 8 min. kar |                 | 12 min. kar | Widzów: 85 Sędzia główny: Gergely Kincses Sędziowie liniowi: Gil Tichon Mihai Trandafir |

| 6 kwietnia 2015 | Korea Północna | 7:0 | Zjednoczone Emiraty Arabskie | Bornova Ice Sports Hall, Izmir |

| Szczegóły      | Szczegóły | Szczegóły       | Szczegóły  | Szczegóły                                                                    |
| -------------- | --- | --------------- | ---------- | ---------------------------------------------------------------------------- |
| Godzina: 16:30 | Kim S. (EQ) 01:53 Hong Ch. (EQ) 04:56 Kim H. (EQ) 07:12 Kim H. (EQ) 12:16 Kim H. (EQ) 17:11 An Ch. (EQ) 39:34 Kim N. (EQ) 53:16 | (5:0, 1:0, 1:0) |            | Widzów: 72 Sędzia główny: Feng Lei Sędziowie liniowi: Murat Aygün Cemal Kaya |
| Godzina: 16:30 | 4 min. kar |                 | 6 min. kar | Widzów: 72 Sędzia główny: Feng Lei Sędziowie liniowi: Murat Aygün Cemal Kaya |

| 6 kwietnia 2015 | Turcja | 13:1 | Gruzja | Bornova Ice Sports Hall, Izmir |

| Szczegóły      | Szczegóły | Szczegóły       | Szczegóły              | Szczegóły                                                                                         |
| -------------- | --- | --------------- | ---------------------- | ------------------------------------------------------------------------------------------------- |
| Godzina: 20:00 | Y. Karakoç (EQ) 11:39 E. Özmen (EQ) 11:54 A. Koçoğlu (PP) 15:42 S. Semiz (EQ) 26:33 K. İslam (EQ) 28:18 S. Semiz (EQ) 32:56 S. Semiz (EQ) 33:27 S. Gümüş (EQ) 38:22 S. Gümüş (EQ) 39:05 E. Özmen (EQ) 40:41 E. Özmen (EQ) 50:02 A. Koçoğlu (PP) 56:12 S. Semiz (SH) 59:47 | (3:0, 6:0, 4:1) | 41:58 (EQ) D. Smetanin | Widzów: 728 Sędzia główny: Siergiej Sobolew Sędziowie liniowi: Władimir Jefremow Anton Gładczenko |
| Godzina: 20:00 | 4 min. kar |                 | 29 min. kar            | Widzów: 728 Sędzia główny: Siergiej Sobolew Sędziowie liniowi: Władimir Jefremow Anton Gładczenko |

| 7 kwietnia 2015 | Bośnia i Hercegowina | 0:5 | Luksemburg | Bornova Ice Sports Hall, Izmir |

| Szczegóły      | Szczegóły   | Szczegóły       | Szczegóły | Szczegóły                                                                         |
| -------------- | ----------- | --------------- | --- | --------------------------------------------------------------------------------- |
| Godzina: 13:00 |             | (0:3, 0:1, 0:1) | 08:23 (EQ) R. Beran 15:07 (EQ) B. Welter 17:32 (EQ) M. Eriksson 30:24 (EQ) M. Eriksson 58:14 (PP) T. B. Magalhaes | Widzów: 61 Sędzia główny: Feng Lei Sędziowie liniowi: Murat Aygün Grega Markizeti |
| Godzina: 13:00 | 20 min. kar |                 | 32 min. kar | Widzów: 61 Sędzia główny: Feng Lei Sędziowie liniowi: Murat Aygün Grega Markizeti |

| 7 kwietnia 2015 | Gruzja | 3:11 | Hongkong | Bornova Ice Sports Hall, Izmir |

| Szczegóły      | Szczegóły                                                            | Szczegóły       | Szczegóły | Szczegóły                                                                                |
| -------------- | -------------------------------------------------------------------- | --------------- | --- | ---------------------------------------------------------------------------------------- |
| Godzina: 16:30 | V. Dumbadze (SH) 09:37 D. Smetanin (EQ) 38:36 D. Smetanin (EQ) 43:23 | (1:3, 1:4, 1:4) | 02:36 (EQ) Ch. Lok Lau 05:20 (PP) A. Cheuk Him Sham 10:27 (EQ) Ch. Pan Justin Cheng 26:50 (EQ) H. Kwong Terry Choi 26:57 (EQ) H. Kwong Terry Choi 30:18 (EQ) A. Cheuk Him Sham 35:14 (PP) Ch. Kin Lam 42:29 (EA) H. Kwong Terry Choi 46:09 (EQ) Ch. Pan Justin Cheng 50:36 (EQ) Ch. Pan Justin Cheng 56:41 (EQ) Ch. Ying Yeung | Widzów: 69 Sędzia główny: Siergiej Sobolew Sędziowie liniowi: Cemal Kaya Mihai Trandafir |
| Godzina: 16:30 | 6 min. kar                                                           |                 | 6 min. kar | Widzów: 69 Sędzia główny: Siergiej Sobolew Sędziowie liniowi: Cemal Kaya Mihai Trandafir |

| 7 kwietnia 2015 | Zjednoczone Emiraty Arabskie | 0:15 | Turcja | Bornova Ice Sports Hall, Izmir |

| Szczegóły      | Szczegóły  | Szczegóły       | Szczegóły | Szczegóły                                                                                   |
| -------------- | ---------- | --------------- | --- | ------------------------------------------------------------------------------------------- |
| Godzina: 20:00 |            | (0:7, 0:3, 0:5) | 00:37 (EQ) A. Koçoğlu 06:56 (EQ) S. Gümüş 10:06 (EQ) A. Koçoğlu 10:21 (EQ) A. Koçoğlu 12:43 (EQ) Y. Halil 13:48 (EQ) S. Gümüş 15:43 (EQ) Y. Karakoç 33:18 (EQ) A. Koçoğlu 33:39 (EQ) A. Koçoğlu 38:00 (EQ) A. Solak 45:40 (EQ) S. Semiz 46:29 (EQ) H. Seçer 48:55 (EQ) E. Coşkun 50:33 (EQ) Y. Karakoç 59:54 (EQ) G. Solak | Widzów: 773 Sędzia główny: Geoffrey Barcelo Sędziowie liniowi: Władimir Jefremow Gil Tichon |
| Godzina: 20:00 | 8 min. kar |                 | 2 min. kar | Widzów: 773 Sędzia główny: Geoffrey Barcelo Sędziowie liniowi: Władimir Jefremow Gil Tichon |

| 9 kwietnia 2015 | Gruzja | 4:1 | Bośnia i Hercegowina | Bornova Ice Sports Hall, Izmir |

| Szczegóły      | Szczegóły                                                                                 | Szczegóły       | Szczegóły             | Szczegóły                                                                          |
| -------------- | ----------------------------------------------------------------------------------------- | --------------- | --------------------- | ---------------------------------------------------------------------------------- |
| Godzina: 12:30 | D. Smetanin (EQ) 09:27 V. Dumbadze (EQ) 41:57 R. Tsomaia (EQ) 54:02 R. Tsomaia (EN) 58:55 | (1:1, 0:0, 3:0) | 10:19 (EQ) D. Nikulin | Widzów: 83 Sędzia główny: Feng Lei Sędziowie liniowi: Władimir Jefremow Gil Tichon |
| Godzina: 12:30 | 22 min. kar                                                                               |                 | 12 min. kar           | Widzów: 83 Sędzia główny: Feng Lei Sędziowie liniowi: Władimir Jefremow Gil Tichon |

| 9 kwietnia 2015 | Turcja | 10:1 | Hongkong | Bornova Ice Sports Hall, Izmir |

| Szczegóły      | Szczegóły | Szczegóły       | Szczegóły              | Szczegóły                                                                                      |
| -------------- | --- | --------------- | ---------------------- | ---------------------------------------------------------------------------------------------- |
| Godzina: 16:00 | A. Koçoğlu (EQ) 03:36 E. Faner (EQ) 09:44 S. Gümüş (EQ) 14:38 Y. Karakoç (EQ) 23:52 Y. Halil (EQ) 26:12 A. Koçoğlu (PP) 28:34 A. Koçoğlu (SH) 38:21 Y. Karakoç (EQ) 38:50 Y. Halil (EQ) 51:07 E. Coşkun (EQ) 58:03 | (3:0, 5:1, 2:0) | 32:34 (EQ) Ch. Lok Lau | Widzów: 745 Sędzia główny: Geoffrey Barcelo Sędziowie liniowi: Grega Markizeti Mihai Trandafir |
| Godzina: 16:00 | 26 min. kar |                 | 18 min. kar            | Widzów: 745 Sędzia główny: Geoffrey Barcelo Sędziowie liniowi: Grega Markizeti Mihai Trandafir |

| 9 kwietnia 2015 | Korea Północna | 5:2 | Luksemburg | Bornova Ice Sports Hall, Izmir |

| Szczegóły      | Szczegóły | Szczegóły       | Szczegóły                                   | Szczegóły                                                                                  |
| -------------- | --- | --------------- | ------------------------------------------- | ------------------------------------------------------------------------------------------ |
| Godzina: 19:30 | Hong Ch. Rim (EQ) 00:48 Pak S. Jin (PP) 39:27 Ri Ch. Min (EQ) 43:25 Kang I. Hyok (SH) 49:49 Ri H. Chol (EQ) 52:35 | (1:1, 1:0, 3:1) | 01:38 (EQ) C. Cannon 48:31 (EQ) M. Eriksson | Widzów: 126 Sędzia główny: Gergely Kincses Sędziowie liniowi: Murat Aygün Anton Gładczenko |
| Godzina: 19:30 | 12 min. kar |                 | 28 min. kar                                 | Widzów: 126 Sędzia główny: Gergely Kincses Sędziowie liniowi: Murat Aygün Anton Gładczenko |

| 10 kwietnia 2015 | Bośnia i Hercegowina | 2:5 | Zjednoczone Emiraty Arabskie | Bornova Ice Sports Hall, Izmir |

| Szczegóły      | Szczegóły                                 | Szczegóły       | Szczegóły | Szczegóły                                                                                     |
| -------------- | ----------------------------------------- | --------------- | --- | --------------------------------------------------------------------------------------------- |
| Godzina: 13:00 | H. Mrkva (EQ) 24:24 T. Ćatović (EQ) 26:37 | (0:2, 2:0, 0:3) | 07:26 (PP) O. Al Shamisi 18:48 (PP) F. Al Blooshi 57:06 (EQ) O. Al Shamisi 57:52 (EQ) S. Al Nuaimi 59:58 (EN) M. Al Mazrouei | Widzów: 87 Sędzia główny: Siergiej Sobolew Sędziowie liniowi: Grega Markizeti Mihai Trandafir |
| Godzina: 13:00 | 26 min. kar                               |                 | 10 min. kar | Widzów: 87 Sędzia główny: Siergiej Sobolew Sędziowie liniowi: Grega Markizeti Mihai Trandafir |

| 10 kwietnia 2015 | Luksemburg | 5:7 | Turcja | Bornova Ice Sports Hall, Izmir |

| Szczegóły      | Szczegóły | Szczegóły       | Szczegóły | Szczegóły                                                                                        |
| -------------- | --- | --------------- | --- | ------------------------------------------------------------------------------------------------ |
| Godzina: 16:30 | S. Backes (EQ) 08:02 B. Welter (EQ) 18:34 M. Eriksson (EQ) 21:41 C. Cannon (EQ) 30:13 T. Beran Magalhaes (EQ) 53:01 | (2:0, 2:3, 1:4) | 22:16 (EQ) S. Gümüş 29:25 (EQ) Y. Halil 37:16 (PP) An. Koçoğlu 46:27 (SH) Y. Halil 55:04 (EQ) E. Coşkun 58:52 (PP) S. Semiz 59:14 (EQ) S. Semiz | Widzów: 653 Sędzia główny: Gergely Kincses Sędziowie liniowi: Władimir Jefremow Anton Gładczenko |
| Godzina: 16:30 | 10 min. kar |                 | 8 min. kar | Widzów: 653 Sędzia główny: Gergely Kincses Sędziowie liniowi: Władimir Jefremow Anton Gładczenko |

| 10 kwietnia 2015 | Hongkong | 0:9 | Korea Północna | Bornova Ice Sports Hall, Izmir |

| Szczegóły      | Szczegóły  | Szczegóły       | Szczegóły | Szczegóły                                                                   |
| -------------- | ---------- | --------------- | --- | --------------------------------------------------------------------------- |
| Godzina: 20:00 |            | (0:3, 0:3, 0:3) | 00:17 (EQ) Ri Ch. Min 04:37 (SH) Hong Ch. Rim 16:45 (EQ) Kim K. Ho 20:45 (EQ) Hong Ch. Rim 30:28 (EQ) An Ch. Hyok 37:52 (EQ) Ri Ch. Min 41:40 (PP) Kim M. Chol 53:17 (PP) Jon S. Chol 54:59 (EQ) Hong Ch. Rim | Widzów: 73 Sędzia główny: Feng Lei Sędziowie liniowi: Cemal Kaya Gil Tichon |
| Godzina: 20:00 | 8 min. kar |                 | 28 min. kar | Widzów: 73 Sędzia główny: Feng Lei Sędziowie liniowi: Cemal Kaya Gil Tichon |

| 12 kwietnia 2015 | Zjednoczone Emiraty Arabskie | 4:5 pk. | Gruzja | Bornova Ice Sports Hall, Izmir |

| Szczegóły      | Szczegóły                                                                                              | Szczegóły                 | Szczegóły | Szczegóły                                                                                       |
| -------------- | --- | ------------------------- | --- | ----------------------------------------------------------------------------------------------- |
| Godzina: 13:00 | O. Al Shamisi (EQ) 05:56 M. Aref El Jachi (EQ) 23:22 F. Al Blooshi (EQ) 49:53 F. Al Blooshi (EQ) 51:44 | (1:2, 1:0, 2:2, 0:0, 0:1) | 03:20 (EQ) V. Dumbadze 18:00 (EQ) V. Dumbadze 54:11 (SH) D. Smetanin 58:26 (EQ) V. Dumbadze 65:00 (SO) V. Dumbadze | Widzów: 47 Sędzia główny: Siergiej Sobolew Sędziowie liniowi: Władimir Jefremow Mihai Trandafir |
| Godzina: 13:00 | 10 min. kar                                                                                            |                           | 10 min. kar | Widzów: 47 Sędzia główny: Siergiej Sobolew Sędziowie liniowi: Władimir Jefremow Mihai Trandafir |

| 12 kwietnia 2015 | Luksemburg | 5:2 | Hongkong | Bornova Ice Sports Hall, Izmir |

| Szczegóły      | Szczegóły                                                                                              | Szczegóły       | Szczegóły                               | Szczegóły                                                                             |
| -------------- | --- | --------------- | --------------------------------------- | ------------------------------------------------------------------------------------- |
| Godzina: 16:30 | R. Scheier (EQ) 06:43 C. Cannon (EQ) 12:40 R. Beran (EQ) 28:03 R. Beran (PP) 35:53 P. Schon (EQ) 42:09 | (2:1, 2:0, 1:1) | 07:39 (EQ) T. Leung 57:04 (EQ) H. Yu To | Widzów: 232 Sędzia główny: Geoffrey Barcelo Sędziowie liniowi: Murat Aygün Cemal Kaya |
| Godzina: 16:30 | 22 min. kar                                                                                            |                 | 28 min. kar                             | Widzów: 232 Sędzia główny: Geoffrey Barcelo Sędziowie liniowi: Murat Aygün Cemal Kaya |

| 12 kwietnia 2015 | Turcja | 3:4 pd. | Korea Północna | Bornova Ice Sports Hall, Izmir |

| Szczegóły      | Szczegóły                                                   | Szczegóły            | Szczegóły                                                                                     | Szczegóły                                                                                       |
| -------------- | ----------------------------------------------------------- | -------------------- | --------------------------------------------------------------------------------------------- | ----------------------------------------------------------------------------------------------- |
| Godzina: 20:00 | S. Gümüş (EQ) 04:14 S. Semiz (EQ) 40:49 S. Gümüş (EQ) 57:45 | (1:2, 0:0, 2:1, 0:1) | 11:26 (EQ) Ri Ch. Min 19:59 (EQ) Kang I. Hyok 55:38 (SH) Hong Ch. Rim 64:49 (PP) Hong Ch. Rim | Widzów: 2135 Sędzia główny: Gergely Kincses Sędziowie liniowi: Anton Gładczenko Grega Markizeti |
| Godzina: 20:00 | 4 min. kar                                                  |                      | 12 min. kar                                                                                   | Widzów: 2135 Sędzia główny: Gergely Kincses Sędziowie liniowi: Anton Gładczenko Grega Markizeti |

Tabela
| Lp. | Zespół                       | M | Pkt | Z | Zd | Pd | P | G+ | G- | +/- |
| --- | ---------------------------- | - | --- | - | -- | -- | - | -- | -- | --- |
| 1   | Korea Północna               | 6 | 17  | 5 | 1  | 0  | 0 | 50 | 9  | +41 |
| 2   | Turcja                       | 6 | 16  | 5 | 0  | 1  | 0 | 59 | 11 | +48 |
| 3   | Luksemburg                   | 6 | 12  | 4 | 0  | 0  | 2 | 39 | 19 | +20 |
| 4   | Hongkong                     | 6 | 9   | 3 | 0  | 0  | 3 | 30 | 30 | 0   |
| 5   | Gruzja                       | 6 | 5   | 1 | 1  | 0  | 4 | 20 | 56 | -36 |
| 6   | Zjednoczone Emiraty Arabskie | 6 | 4   | 1 | 0  | 1  | 4 | 14 | 44 | -30 |
| 7   | Bośnia i Hercegowina         | 6 | 0   | 0 | 0  | 0  | 6 | 3  | 46 | -43 |

      = awans do II dywizji, grupy B
Nagrody indywidualne
Dyrektoriat turnieju wybiera trójkę najlepszych zawodników, po jednym na każdej pozycji:
- Bramkarz:  Andrej Ilienko
- Obrońca:  Ri Pong-il
- Napastnik:  Alec Koçoğlu

Szkoleniowcy reprezentacji wybierają najlepszych zawodników swoich zespołów:
- Dino Pasović
- Witalij Dumbadze
- Alvin Cheuk Him Sham
- Colm Cannon
- Ri Pong-il
- Yusuf Halil
- Saeed al Nuaimi